# DN13-as főút (Románia)
A DN13-as főút (románul drumul național 13) országút Romániában, amely Brassót és Marosvásárhelyt köti össze. Teljes hosszában az E60-as európai út része. Hossza 168,9 kilométer; áthalad Kőhalom és Segesvár városokon. Kezelését a nemzeti közúti infrastruktúrát kezelő cég (CNAIR) brassói igazgatósága végzi.

## Leírása
Brassó központjában ágazik el a DN1-es főútból, és északi irányba tartva szeli át a Barcasági-medencét. Barcaföldvár és Szászmagyarós között az Olt folyását követi, ezután nyugatnak majd északnyugatnak fordul és áthalad a Bogáti-erdőn és a Persányi-hegységen. Kőhalom után az Erdélyi-medencében, régi szász településeken keresztül, majd a Küküllőmenti-dombvidék hullámain halad északnyugat felé.
A Brassó megyei szakaszt a számos baleset miatt a "halál útja" (románul drumul morții) néven emlegetik.

## Története
A Brassó–Kőhalom részt 1864–1867 között építették ki.

## Útvonala
Az út a következő településeket, helyeket, elágazásokat érinti:
| km      | Hely                         | Elágazások                                                  |
| ------- | ---------------------------- | ----------------------------------------------------------- |
| 0       | Brassó                       | DN1 (Bukarest felé), DN1K (körgyűrű)                        |
| 12      | –                            | DJ112A (Höltövény és Botfalu felé)                          |
| 16      | Barcaföldvár                 | DN13E (Sepsiszentgyörgy felé)                               |
| 23      | Szászveresmart               | –                                                           |
| 30      | Szászmagyarós                | DJ131 (Apáca felé)                                          |
| 34–49   | Persányi-hágó, Bogáti-erdő   | –                                                           |
| 56      | Olthévíz                     | DN1S (Sárkány felé), DJ131D (Oltbogát felé)                 |
| 60      | –                            | DJ131C (Alsórákos felé), DJ131A (Homoród felé)              |
| 64      | Kőhalom                      | DJ105A (Garat felé)                                         |
| 70      | Sövénység                    | –                                                           |
| 80      | Szászbuda                    | DJ104L (Szászfehéregyháza felé)                             |
| 83      | Szászkeresztúr               | DJ132C (Mese felé)                                          |
| 85      | Brassó és Maros megye határa | –                                                           |
| 88      | Zoltán                       | –                                                           |
| 95      | Szászkézd                    | –                                                           |
| 99      | –                            | DJ133 (Székelyderzs felé)                                   |
| 105     | Héjjasfalva                  | DN13C (Székelykeresztúr felé)                               |
| 108     | Petőfi-emlékmű               | –                                                           |
| 110     | Fehéregyháza                 | –                                                           |
| 115     | Segesvár                     | DN14 (Medgyes felé), DJ106 (Apold felé)                     |
| 122     | Hétúr                        | –                                                           |
| 122–127 | Nádasi-tető (Scharfenberg)   | –                                                           |
| 134     | Szásznádas                   | –                                                           |
| 137     | Cikmántor                    | –                                                           |
| 141     | Nagykend                     | –                                                           |
| 146     | Balavásár                    | DN13A (Szováta felé), DC142 (Dicsőszentmárton felé)         |
| 148     | Göcs                         | –                                                           |
| 153     | Székelyvaja                  | –                                                           |
| 156     | Ákosfalva                    | DJ151D (Nyárádtő és Nyárádszereda felé)                     |
| 157–161 | Watzmann-hágó                | –                                                           |
| 163     | Koronka                      | –                                                           |
| 169     | Marosvásárhely               | DN15 (Torda és Szászrégen felé), DJ135 (Nyárádszereda felé) |

## Képek

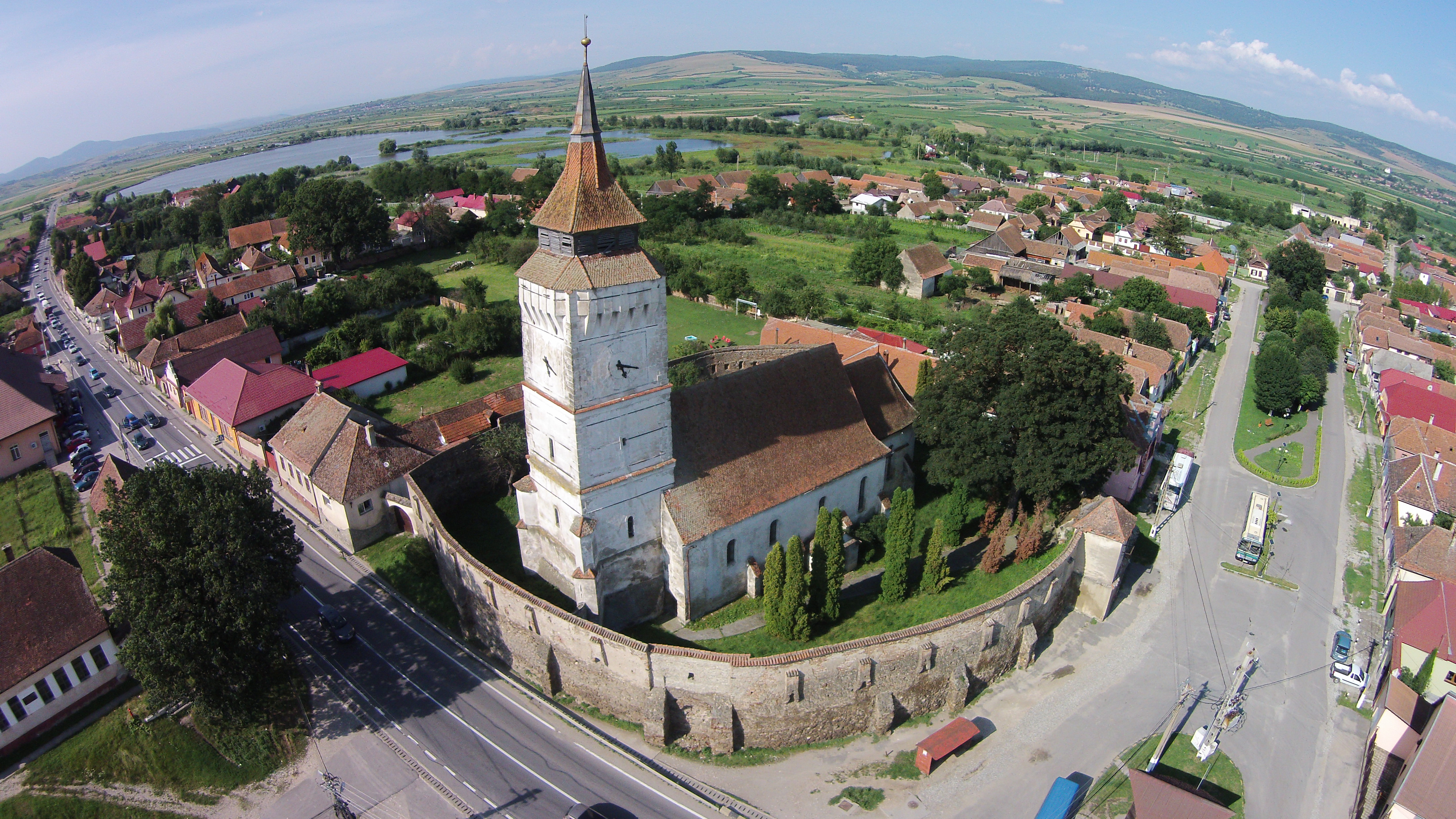
Szászveresmart
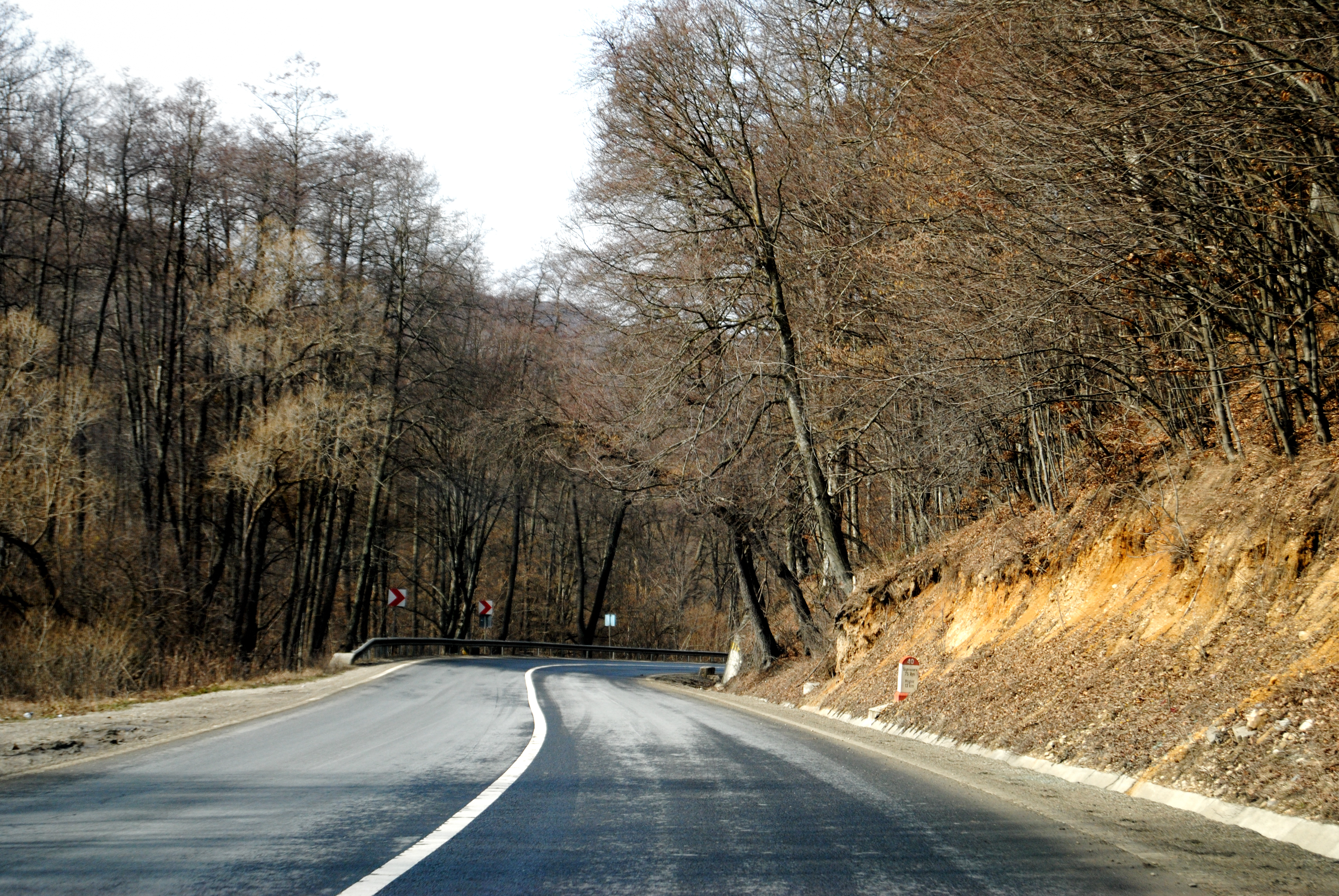
Bogáti-erdő
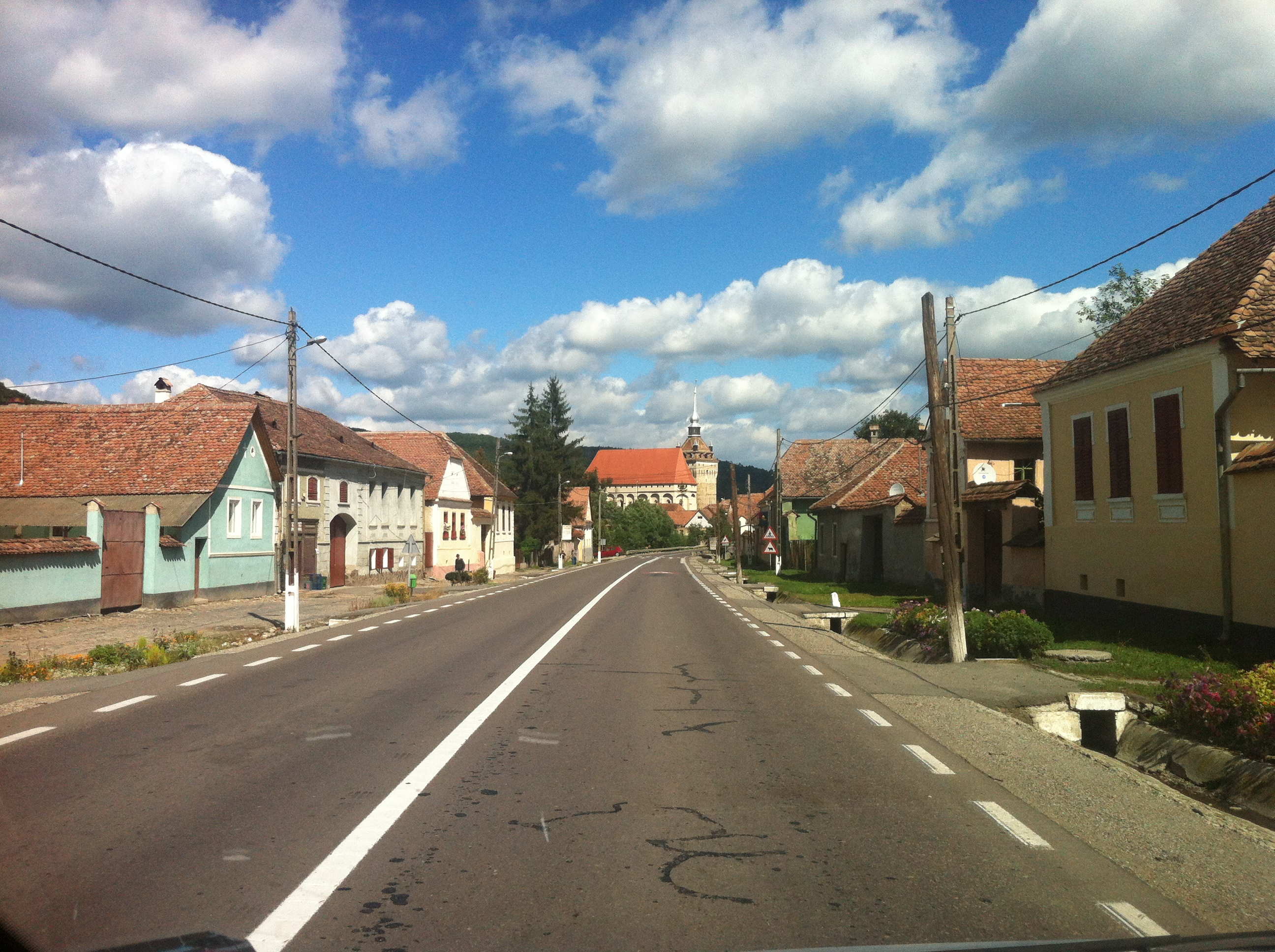
Szászkézd
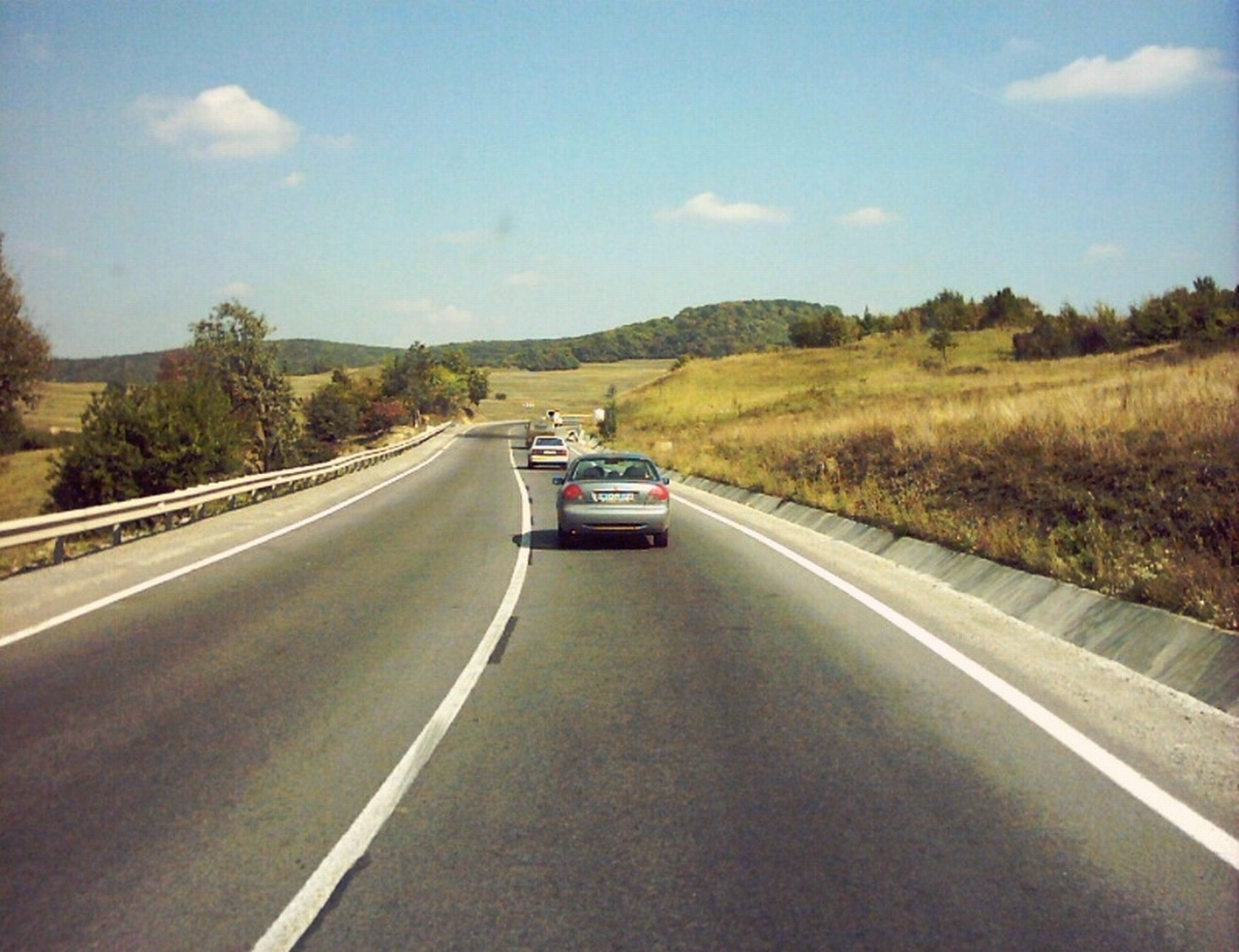
Segesvár mellett
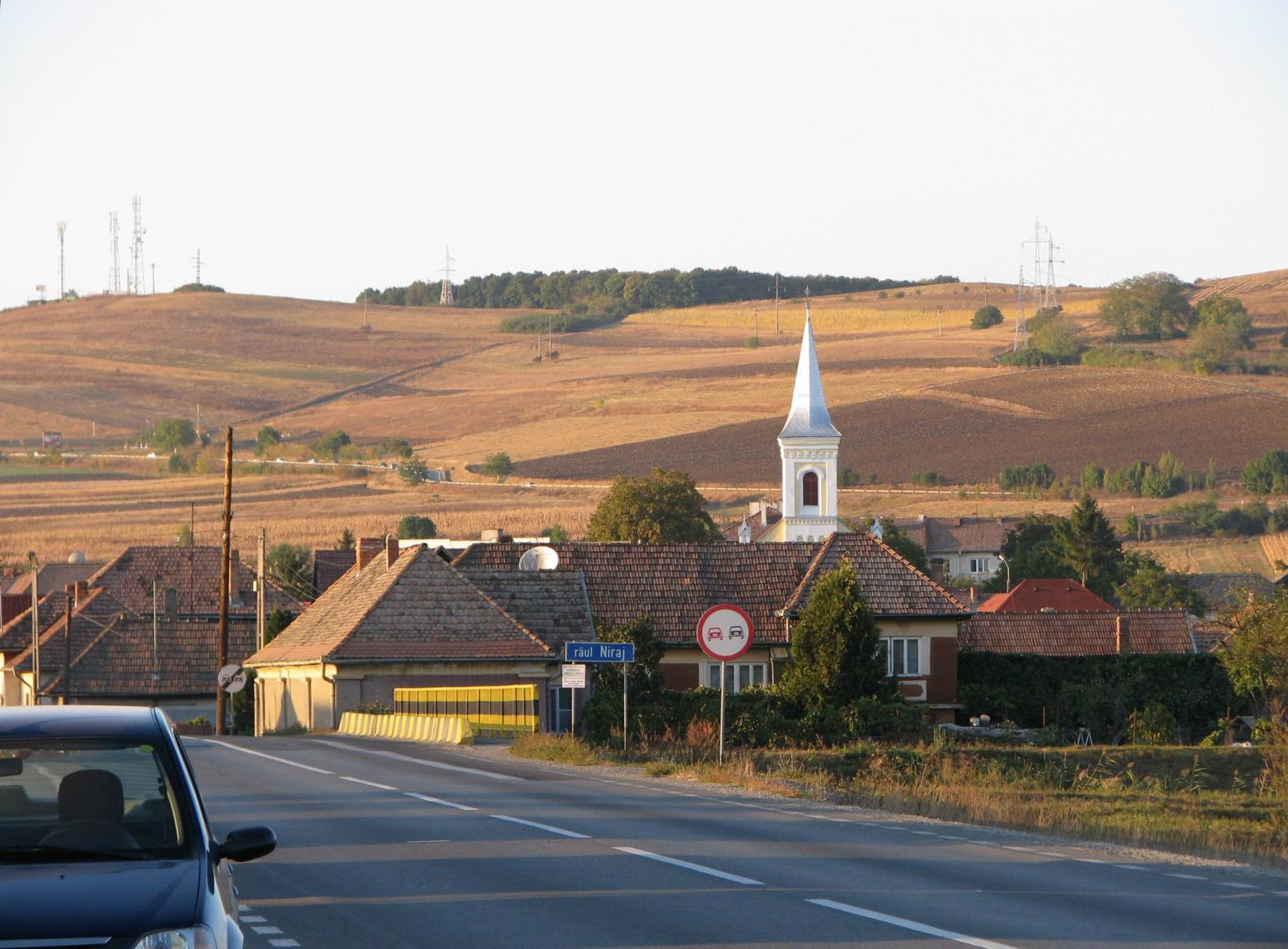
Ákosfalva